# Skrap Skerries
Skrap Skerries är klippor i Sydgeorgien och Sydsandwichöarna (Storbritannien). De ligger i den nordvästra delen av Sydgeorgien och Sydsandwichöarna.
Terrängen runt Skrap Skerries är kuperad. Havet är nära Skrap Skerries åt nordost.  Det finns inga samhällen i närheten. Trakten runt Skrap Skerries består i huvudsak av gräsmarker.